# Hydrocotyle bonplandii
Hydrocotyle bonplandii är en växtart i släktet Hydrocotyle och familjen araliaväxter. Den beskrevs av Achille Richard 1820.
Arten är en perenn ört som förekommer i nordvästra Sydamerika, från Venezuela i norr till Bolivia i söder. Den har använts som medicinalväxt.